# Rue Bernard-Palissy
Ne doit pas être confondu avec Rue Bernard-Palissy (Puteaux).
La rue Bernard-Palissy est une voie du 6e arrondissement de Paris, en France.

## Situation et accès
La rue Bernard-Palissy est une voie publique située dans le 6e arrondissement de Paris. Elle débute au 54, rue de Rennes et se termine au 15, rue du Dragon.

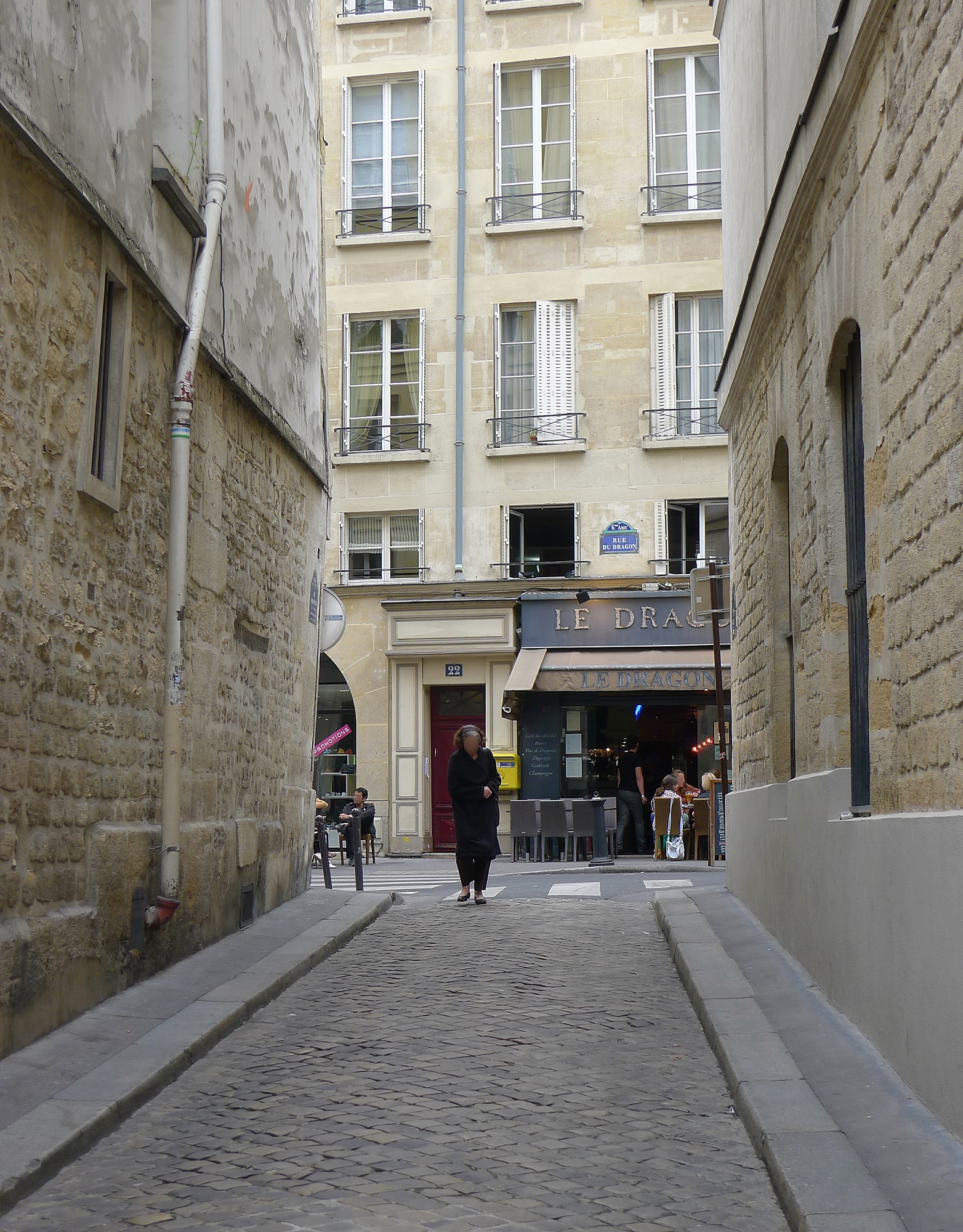
Rue Bernard-Palissy vue en direction de la rue du Dragon.

## Origine du nom

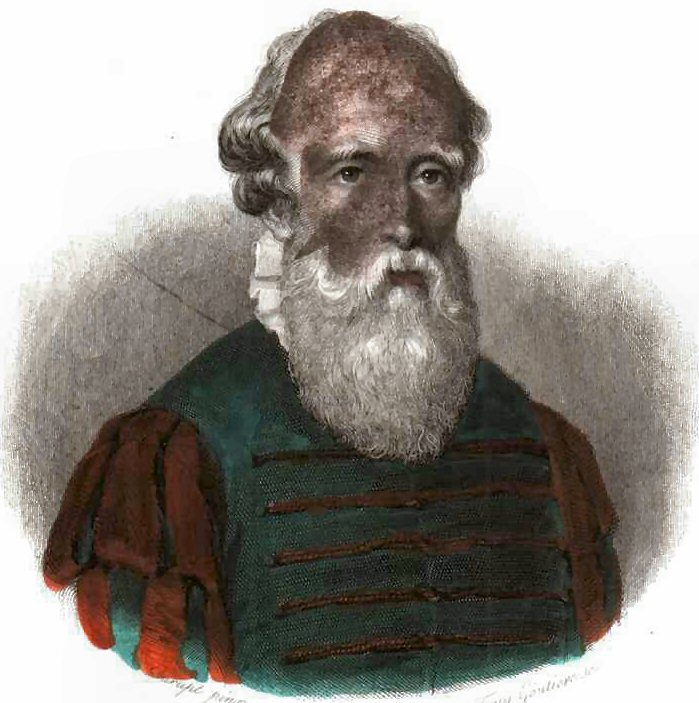
Bernard Palissy.

Elle porte le nom du célèbre potier et émailleur Bernard Palissy (1510-1590), qui aurait habité rue du Dragon, en face de la voie qui porte son nom.

## Historique
Cette voie est ouverte entre 1620 et 1652 entre la rue de l'Égout et la rue du Sépulcre (rue du Dragon depuis 1808) sous le nom de « petite rue Taranne ». L'épithète « petite » permet de la distinguer de la rue Taranne.
Elle prend sa dénomination actuelle le 24 août 1864.
Le prolongement de la rue de Rennes au nord de la rue de Vaugirard, déclaré d'utilité publique le 28 juillet 1866, entraîne la disparition de la rue de l'Égout et de la partie de la rue Bernard-Palissy y débouchant.

## Bâtiments remarquables et lieux de mémoire
- Au début du XXe siècle, l'intersection de la rue Bernard-Palissy avec la rue du Sabot « forme un tournant difficile qui sert souvent d’épreuve aux conducteurs des attelages à quatre »[3].
- No 7 : siège des Éditions de Minuit[4] depuis juin 1951. Les locaux étant situés dans une ancienne maison close et la loi Marthe Richard disposant que les maisons de tolérance devaient être habitées, l'écrivain Jacques Brenner y résidait en permanence dans les années 1950, le jour au deuxième étage et la nuit au troisième[5].
- No 11 : Ivry Gitlis a vécu dans cet immeuble[6].
- No 15 : Maggy's club, boîte de nuit.

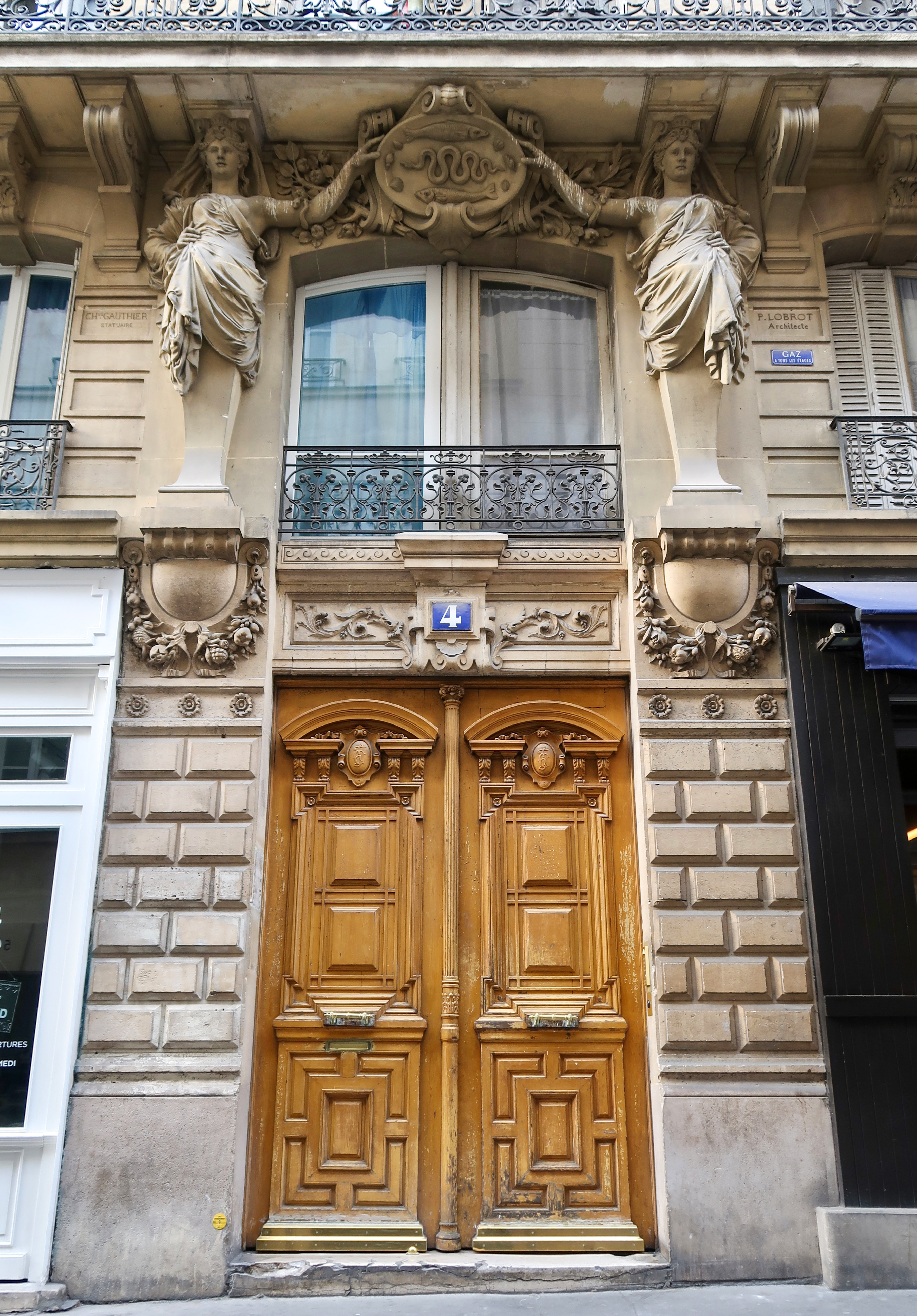
No 4.

## Dans la littérature
- Dans le roman Vers les hauteurs de Ludovic Escande (Allary Éditions, 2023), un personnage escalade le bâtiment du no 7, siège des éditions de Minuit[7].